# Ramon Rosas Vilaseca
Ramon Rosas Vilaseca (Suria, 1881-Perpiñán, Francia, 1943) fue un campesino, obrero y sindicalista catalán que fue alcalde de Polinyá durante la guerra civil española. Fue el hermano mayor del también sindicalista Josep Rosas Vilaseca. 

## Biografía
Ramon Rosas era hijo de Josep Rosas Pla y de Teresa Vilaseca y Vilanova. Empezó a trabajar de campesino en Clariana de Cardener y, más tarde, como obrero textil, en la colonia El Burés de Castellbell y Vilar.
Militante de la Solidaridad Obrera, cuando estalló la Semana Trágica organizó grupos armados que paralizaron las fábricas de la Bauma, el Borràs y San Vicente de Castellet. Por este motivo fue encausado y tuvo que exiliarse un tiempo en París. En 1910 participó en la constitución del sindicato anarquista Confederación Nacional del Trabajo. 
Durante la guerra civil española, de 1936 a 1939, fue alcalde de Polinyá. Al terminar la guerra, cruzó la frontera con Francia y se exilió en Perpiñán, donde murió.